# Livvakterna
För den danska TV-serien, se Livvakterna (TV-serie).
Livvakterna är en svensk action-thriller från 2001 i regi av Anders Nilsson med Jakob Eklund i huvudrollen som Johan Falk. Filmen hade Sverigepremiär den 17 augusti 2001.

## Handling
Johan Falk har fått en lägre tjänst på polishuset och funderar på att byta jobb, när hans goda vän Sven Persson ber om hjälp med en viss Nicolas Lehman, en så kallad säkerhetsman, som begärt en del aktier av Svens företag som betalning för ett jobb.
När Svens familj blivit hotade säger Johan Falk upp sig. Han förmedlar kontakt med ett säkerhetsbolag som åtar sig att bevaka och skydda familjen Persson och han deltar själv i arbetet.

## Rollista i urval
- Jakob Eklund - Johan Falk
- Samuel Fröler - Sven Persson
- Lia Boysen - Jeanette Persson
- Amanda Andersson - Maria Persson
- Alexandra Rapaport - Pernilla
- Christoph M. Ohrt - Nicolas Lehman
- Marie Richardson - Helén Andersson
- Hanna Alsterlund - Nina Andersson
- Krister Henriksson - Mårtensson
- Per Burell - Torbjörn
- Örjan Landström - Ralf
- Rafael Edholm - Calle
- Lennart Hjulström -  Ola Sellberg
- Katarina Weidhagen - Lisbeth
- Magnus Roosmann - Fredrixon
- Fredrik Dolk - Peter Kroon
- Maria Hörnelius - Franzén
- Clas-Göran Turesson - Gunnar
- Dan Bratt - Hulth
- Gösta Jansson - Börjesson
- Fyr Thorvald Strömberg - Boström
- Evert Lindkvist - Danielsson, polis
- Bengt Olsson - Sundström
- Zoltan Bajkai - Alex